# El club de los libros prohibidos
El club de los libros prohibidos (título original en inglés: Banned Book Club) es una novela gráfica escrita por Kim Hyun-sook y Ryan Estrada e ilustrada por Ko Hyung-ju. La obra es una autoficción que relata la experiencia de Kim como estudiante y activista política en la Corea del Sur de los años 1980; su nombre hace referencia al club de literatura clandestina donde descubrió títulos que habían sido censurados por el régimen militar.

## Argumento
En 1983, al comienzo de la historia, Kim Hyun-sook es una joven estudiante que se ha matriculado en filología inglesa con una beca. Al llegar a la universidad se ve envuelta en un ambiente represivo, enrarecido por las movilizaciones estudiantiles contra la dictadura de Chun Doo-hwan. Durante una actuación de talchum conoce a Hoon, redactor del periódico de la facultad, quien le invita a participar en su club de lectura. Aunque ella piensa que es una simple actividad para conocer gente, descubre que se trata de un grupo clandestino para leer libros prohibidos por el gobierno de Corea del Sur, con el propósito de entender por qué han sido censurados. Al principio Kim rechaza participar por miedo a las consecuencias, entre ellas perder su beca, pero termina regresando después de que otras personas le hagan ver la importancia de la conciencia política.
A medida que intensifica sus actividades de oposición al régimen dictatorial, entre ellas difundir lecturas censuradas y noticias sobre la masacre de Gwangju, el club termina bajo el foco de unas autoridades que lo perciben como amenaza. Kim describe situaciones como la intervención de la censura en el periódico de la facultad, el temor de sus padres a cualquier actividad política, y una opresión cada vez más intensa con casos de tortura policial. Pese a todas las adversidades, la protagonista abre los ojos frente a este ambiente represivo y participa en las movilizaciones, con un mensaje positivo ante los cambios que se avecinan.

## Historia

### Contexto
La obra está ambientada entre 1983 y 1986 en los últimos años de la dictadura militar en Corea del Sur, un periodo conocido como Quinta República. Después del asesinato de Park Chung-hee, quien había gobernado bajo un régimen dictatorial desde 1961 hasta 1979, el nuevo gobierno prometió reformas democráticas. Ese mismo año el general Chun Doo-hwan dio un golpe militar para hacerse con el control del ejército, y en 1980 impulsó otro golpe de Estado para convertirse en el presidente de la república. Durante el alzamiento se produjeron sucesos como la masacre de Gwangju, donde los militares reprimieron de forma sangrienta un levantamiento popular.

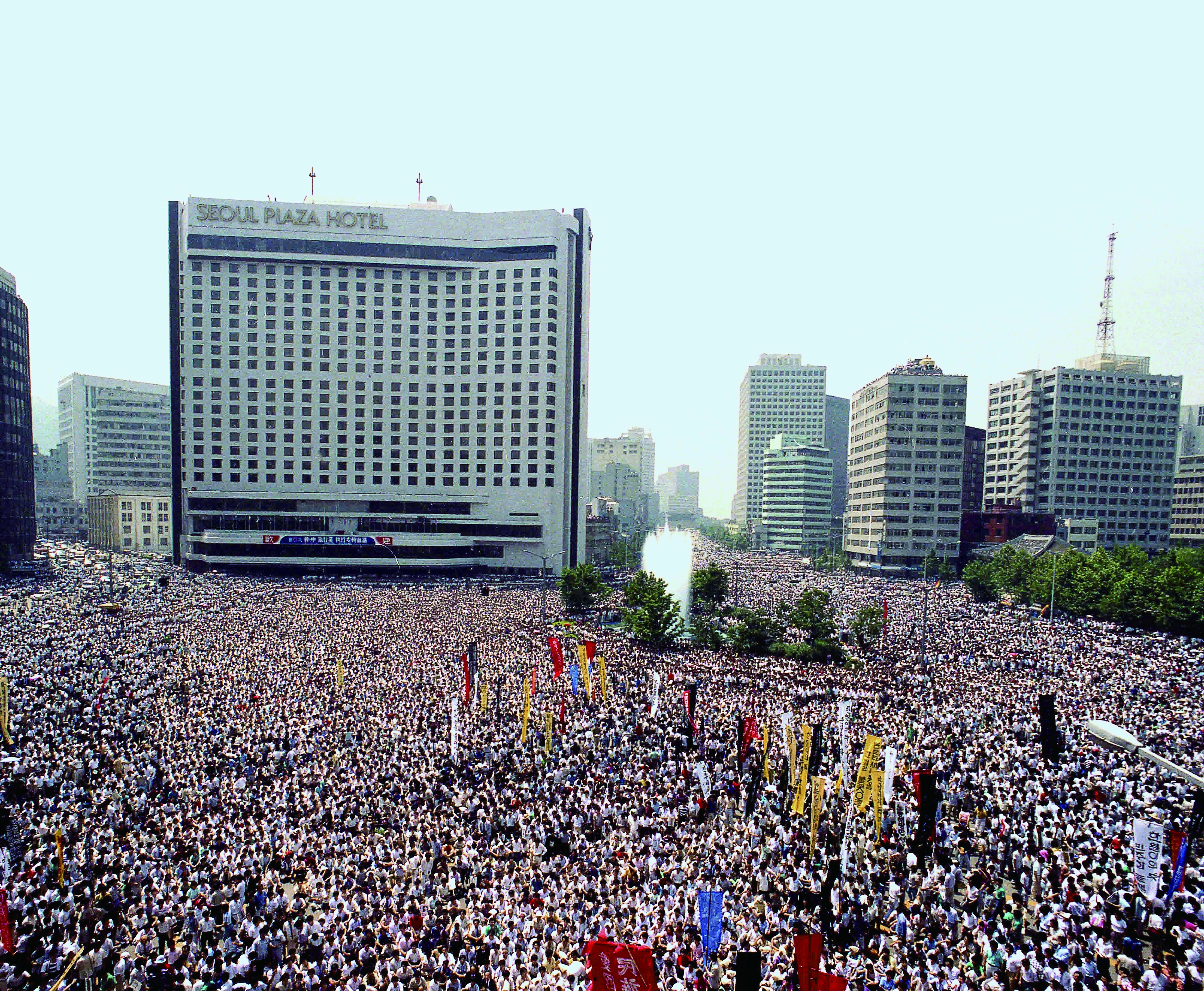
Manifestación del 9 de julio de 1987 en Seúl por el restablecimiento de la democracia en Corea del Sur.

En un contexto de opresión política, parte de la sociedad civil se movilizó en favor de los derechos humanos en Corea del Sur, la mayoría en la clandestinidad. Cuando en 1987 el presidente Chun Doo-hwan anunció que nombraría como sucesor al también militar Roh Tae-woo, la oposición unió fuerzas por primera vez a través del Movimiento Democrático de Junio, liderado por el activista Kim Dae-jung y el político Kim Young-sam, con huelgas y manifestaciones diarias masivas para exigir la democratización del país. Después de que los opositores recabaran apoyo internacional, Chun tuvo que dimitir y en junio de 1987 se convocaron elecciones libres, así como el restablecimiento de los derechos humanos.
En la novela se menciona también el «caso Burim», la detención de veintidós estudiantes de un club de lectura de Busan en 1981. Aunque los arrestados solo compartían libros de texto de ciencias sociales, las autoridades alegaron que habían difundido literatura comunista. El grupo fue defendido por un bufete liderado por Roh Moo-hyun y Moon Jae-in, quienes tiempo después salieron elegidos presidentes en democracia. Los implicados en Burim fueron condenados en primera instancia, pese a que se hizo público que sus confesiones habían sido forzadas. El caso indignó a buena parte de la sociedad surcoreana y la mayoría terminaron siendo absueltos por el Tribunal Supremo en 1983.

### Publicación
El club de los libros prohibidos es un manhwa escrito conjuntamente por Kim Hyun-sook y su marido Ryan Estrada, ambos residentes en Corea del Sur. El dibujo corrió a cargo del ilustrador surcoreano Ko Hyung-ju; aunque Estrada también es historietista, prefirió confiárselo a él porque su estilo era más adecuado para el conjunto de la obra.
La novela es una autobiografía ficcionada, construida a través de testimonios reales de activistas durante los últimos años de la dictadura surcoreana. Todas las historias fueron agrupadas en un solo narrador encarnado por la propia autora, tanto para agilizar la trama como para proteger la intimidad de algunas personas involucradas. En la vida real, Kim formó parte de un club de lectura de obras censuradas, ejerció como relaciones públicas del consejo estudiantil y fue interrogada por la policía. Tanto la ciudad como la universidad que aparecen en el cómic son genéricas, y todos los protagonistas figuran con otros nombres salvo las personalidades públicas.
Después de conocer la historia de activismo de su esposa, Ryan Estrada le propuso convertirla en un cómic. Aunque ella era reticente porque pensaba que no tendría interés, tanto Estrada como su editor le animaron a ello. Kim se encargó de recopilar testimonios de personas que se habían movilizado contra la dictadura, más allá de su círculo personal. Por su parte, Estrada centró el guion en las historias personales por encima de la política y estudió sobre el movimiento democrático surcoreano y el código penal de la dictadura. También afirmó haberse leído todos los libros mencionados en la obra para comprender por qué habían sido censurados en Corea. A pesar de tener mucha documentación, se aseguró de incluir solo aquellos detalles imprescindibles que pudieran influir en el desarrollo de los personajes.

## Recepción
El club de los libros prohibidos fue publicado en 2020 por la editorial independiente Iron Circus Comics. La reseña en la revista School Library Journal aseguró que el libro animaba a los lectores «a discutir cómo es vivir bajo una dictadura», mientras que Publishers Weekly lo definía de la siguiente forma: «Hyun-sook ha sabido transmitir su despertar político y social con un buen equilibrio entre las partes cómicas y los momentos de puro terror, mientras abre los ojos ante el carácter brutal del régimen». Por otra parte, la revista Booklist puso en valor el dibujo de Hyung-ju.
La novela fue recomendada como «lectura ideal para adolescentes» por la división juvenil de la Asociación de Bibliotecas de Estados Unidos. Además estuvo nominada en los Premios Eisner de 2021 en la categoría de «mejor novela gráfica de memorias». Ha sido editada en idioma español por Sapristi, perteneciente a Penguin Random House, con traducción de Julia Osuna.

### Censura
En abril de 2023, El club de los libros prohibidos fue una de las 175 obras retiradas temporalmente de las bibliotecas escolares del Condado de Clay en Florida, en virtud de una ley estatal que permitía a los padres ejercer un control restrictivo en el material de los centros educativos. Según la petición presentada por una organización conservadora, la obra incitaba al «adoctrinamiento» contra la autoridad. Estrada y Kim presentaron un recurso contra el veto y el condado falló a su favor, por lo que pudo volver a las estanterías.